# Serie A 2020-2021 (rugby a 15 femminile)
La serie A 2020-21 fu il 30º campionato di rugby a 15 femminile di prima divisione organizzato dalla Federazione Italiana Rugby e il 37º assoluto. 
Originariamente calendarizzato per iniziare il 18 ottobre 2020 e strutturato a gironi con 27 squadre raggruppate per merito (il girone superiore) e criteri territoriali (gli altri tre gironi, a pari merito), dopo la disputa di due incontri della 1ª giornata del giorne meritocratico fu rinviato a data da destinarsi a causa delle restrizioni imposte dalle misure di contrasto alla pandemia di COVID-19 e, alfine, annullato con decisione del consiglio federale il 26 febbraio 2021 non sussistendo i presupposti per pianificare l'attività non obbligatoria (ovvero quella diversa dal TOP10, il campionato maschile di prima divisione).
Dopo quella del 2019-20, sospesa e annullata a metà torneo, fu la seconda edizione consecutiva a non assegnare il titolo di campione nazionale.

## Squadre partecipanti
| Girone 1 di merito     | Gironi geografici | Gironi geografici          | Gironi geografici                 |
| Girone 1 di merito     | Girone 2          | Girone 3                   | Girone 4                          |
| ---------------------- | ----------------- | -------------------------- | --------------------------------- |
| Capitolina (Roma)      | Biella            | FW All Bluff (Modena)      | All Reds (Roma)                   |
| Colorno                | Calvisano         | Castel San Pietro Terme    | Amatori Torre                     |
| CUS Torino             | CUS Genova        | CUS Ferrara                | Belve Neroverdi (L'Aquila)        |
| Red Panthers (Treviso) | CUS Milano        | Romagna (Cesena e Ravenna) | CUS Pisa                          |
| Valsugana (Padova)     | Lions Tortona     | Riviera (Mira)             | Donne Etrusche                    |
| Villorba               | Monza             | Verona                     | Frascati                          |
|                        | Parabiago         | Vicenza                    | Le Puma Bisenzio (Campi Bisenzio) |
|                        |                   | Villorba II                | Bisceglie                         |